# أيزو 3166-2:AQ

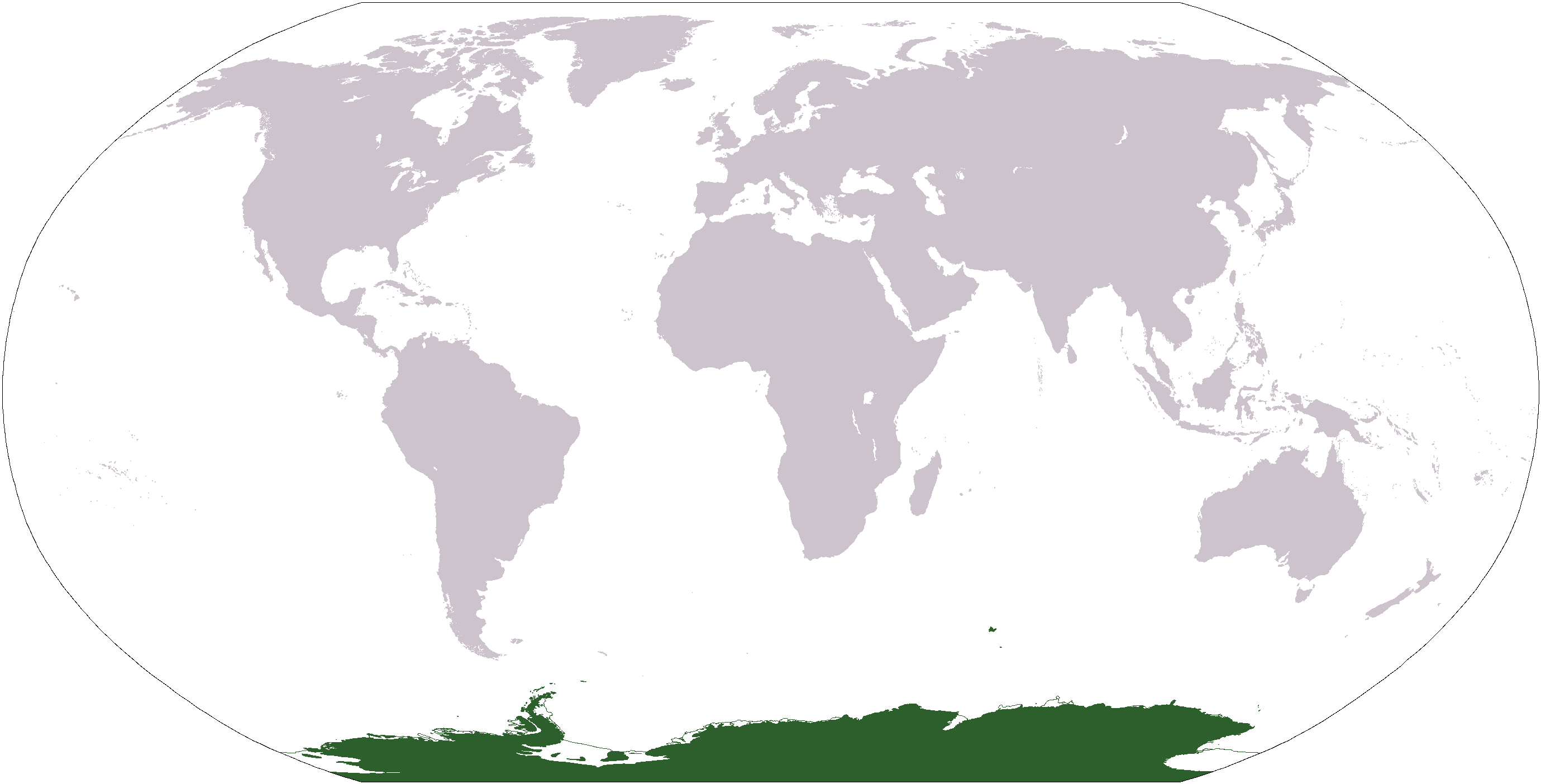

أيزو 31166-2:AQ هو الجزء المخصص لالقارة القطبية الجنوبية في أيزو 3166-2، وهو جزء من معيار أيزو 3166 الذي نشرته المنظمة الدولية للتوحيد القياسي (أيزو)، والذي يُعرف رموز لأسماء التقسيمات الرئيسية (مثل الأقاليم، الجهات، المقاطعات أو الولايات) من جميع البلدان في ترميز أيزو 3166-1.
حاليا لم يتم تحديد رموز ISO 3166-2 للقارة القطبية الجنوبية.

## وصلات خارجية
- المنظمة الدولية للتوحيد القياسي أيزو 3166-2:AQ